# 1894 au Nouveau-Brunswick
Chronologie du Nouveau-Brunswick
- 1890
- 1891
- 1892
- 1893
- 1894
- 1895
- 1896
- 1897
- 1898

Cette page concerne des événements d'actualité qui se sont produits durant l'année 1894 dans la province canadienne du Nouveau-Brunswick.

## Événements
- 5 mai : le libéral-conservateur Henry Powell remporte l'élection partielle fédérale par acclamation de Gloucester à la suite de la nomination de Kennedy Francis Burns au Sénat le 21 mars 1893.

## Naissances
- 10 novembre : Aurèle Léger, député et sénateur.

## Décès
- 22 mars : Amos Edwin Botsford, président du Sénat.
- 7 juillet : John Glasier, député et sénateur.